# Hapigia nodicornis
Hapigia nodicornis är en fjärilsart som beskrevs av Achille Guenée 1852. Hapigia nodicornis ingår i släktet Hapigia och familjen tandspinnare. Inga underarter finns listade i Catalogue of Life.